# 李篤安
李篤安（り とうあん、1927年6月13日 - 2006年5月25日）は、洗礼名をアントニオといい、中華人民共和国のカトリック聖職者。カトリック西安大司教区の大司教であった。ただし、中華人民共和国政府は西安教区を司教区としか認めていない。

## 生涯
彼は西安市臨潼区邱家荘の代々カトリックを信仰する農民の家庭に生まれた。1938年に西安教区小神学校に入り学習する。卒業後の1951年4月11日に司祭に叙階され、教区の司教座聖堂で副主任司祭の任に就いた。1954年10月5日から信仰を堅持した為に、合せて3回逮捕されて入獄し、入獄期間は19年にもなった。1979年12月26日に釈放され、公義堂で主任司祭に任じられた。1987年4月5日、西安教区司教に叙階された。
李篤安は、在任中に教会を40余りと大、小神哲学院を再開した。1997年、西安地区の修道院内に中国初の修道女養成センターを創立した。2002年には、初のカトリック社会奉仕センターを開設した。
2000年1月6日に北京市で行われたバチカンの許可を得ない司教叙階には参加せず、同年10月1日の中国百二十聖人の列聖式に対する政治運動にも参加しなかった。
教皇ヨハネ・パウロ2世は、生前に秘密の（イン・ペクトーレ）枢機卿を指名したが、それは彼であると言われていた。ただ、本人はそれを否定している。
李篤安は政府公認教会の司教であったが、教皇庁の認可も得ており、中国とバチカンの関係において独特の地位を占めていた。彼は教会の自由を擁護し、その堅い信仰と教皇の忠誠で信者の深い敬愛を受けた。司牧の領域で積極的に活躍し、教会の自由と権利を堅く守った。彼は慎み深く勇敢な牧者であり、ローマの聖座に忠実であった。教会の信仰と権利問題で妥協するという前提の下では、政府当局と協力しなかった。2005年の9月に、教皇ベネディクト16世はシノドに中国大陸から彼を含む4人の司教を招待したが、当局の許可が下りず、参加出来なかった。
2006年5月25日、肝臓癌の為に世を去る。79歳であった。
李篤安の兄もまた司祭であり、現在は中華民国（台湾）に在住している。2人は国共内戦後に別れ別れになった。